# Цюй Юнься
Цюй Юнься (спрощ.: 曲云霞; кит. трад.: 曲雲霞; піньїнь: Qu Yunxia; нар. 25 грудня 1972) — китайська легкоатлетка, яка спеціалізувалася на бігу на середні та довгі дистанції.

## Спортивні досягнення
Бронзова олімпійська призерка з бігу на 1500 метрів (1992).
Чемпіонка світу з бігу на 3000 метрів (1993).
Посіла 6-е місце у жіночому забігу на чемпіонаті світу з кросу (1992).
Чемпіонка світу серед юніорів з бігу на 1500 метрів (1990). Фіналістка (6-е місце) чемпіонату світу серед юніорів з бігу на 800 метрів (1990).
Чемпіонка Азійських ігор з бігу на 800 та 1500 метрів (1994).
Чемпіонка Азії з бігу на 800 метрів (1991), 1500 метрів (1991) та 3000 метрів (1993). Срібна призерка чемпіонату Азії з естафетного бігу 4×400 метрів (1991).
Чемпіонка Китаю з бігу на 800 метрів (1994), 1500 метрів (1992, 1994) та 3000 метрів (1992).
Чемпіонка Китайських національних ігор з бігу на 1500 метрів (1993).
Переможниця марафонських забігів у Тяньцзіні (1993) та Пекіні (1994).
Ексрекордсменка світу з бігу на 1500 метрів — 3.50,46 (1993).
Рекордсменка Азії з бігу на 1500 метрів (3.50,46; 1993) та естафетного бігу 4×800 метрів (8.16,2h; 1991).